# Аурора
Аурора (на английски: Aurora) е втори по население град в щата Илинойс, САЩ. Населението му през 2010 година е 197 899 души.

## История
Селището е основано през 1834 година, през 1845 година получава статут на град. Днес е предградие на Чикаго.

## Население
Населението на града през 2000 година е 142 990 души, от тях белите са 97 340 (68,1 %).

## Личности
Родени в Аурора
- Клайв Къслър (р. 1931), писател
- Пол Шойринг (р. 1968), режисьор и сценарист